# Kvinna med födelsemärke
För Håkan Nessers roman, se Kvinna med födelsemärke (roman).
Kvinna med födelsemärke är en svensk thrillerminiserie från 2001 i regi av Martin Asphaug med Sven Wollter i huvudrollen som poliskommissarien Van Veeteren. Manuset är baserat på Håkan Nessers roman från 1996 med samma namn. Serien hade Sverigepremiär den 6 april 2001 och släpptes på DVD den 21 juni 2006.

## Handling
På min mors begravning uppgick antalet sörjande till en person. Dock är det min förhoppning att fler skall komma att sörja.
Fyra namn på en lista. Det enda de har gemensamt är att någon ringer dem mitt i natten och spelar samma stycke musik. Musik från ett förflutet som nu hunnit i kapp dem, i form av en kvinna med ett födelsemärke. 
Fyra dödsdömda män, redo att strykas från listan en efter en, hinner Van Veeteren och hans kollegor stoppa förövaren innan det är för sent?

## Om serien
Kvinna med födelsemärke är den tredje och sista miniserien i den första filmatiseringsomgången av Håkan Nessers romaner med samma namn om Van Veeteren.

## Skådespelare
- Sven Wollter - Van Veeteren
- Claes Ljungmark - Münster
- Fredrik Hammar - Rooth
- Steve Kratz - Renberg
- Åsa Karlin - Eva Moreno
- Jonas Falk - Polischefen
- Elisabet Carlsson - Henni